# Mikhaïl Kalatozov
Mikhaïl Konstantinovitch Kalatozov (en russe : Михаил Константинович Калатозов) ou Mikheïl Kalatozichvili (en géorgien : მიხეილ კალატოზიშვილი) est un réalisateur d'origine géorgienne né le 28 décembre 1903 dans l'Empire russe à Tiflis (actuellement Tbilissi, Géorgie) et mort le 27 mars 1973 à Moscou. Il est célèbre pour avoir réalisé Quand passent les cigognes, Palme d'Or du Festival de Cannes en 1958, et Soy Cuba.

## Biographie
Après avoir suivi des études d'économie, il reçoit en 1937 le diplôme de l'Académie des Arts de Leningrad.
Il débute au cinéma comme acteur, puis poursuit comme opérateur pour plusieurs films dont Guioulli en 1927. Il participe ainsi à une douzaine de films jusqu'en 1930. Dans le même temps, il est proche des avant-gardes futuristes et formalistes.
En 1929, il se rend en Géorgie pour réaliser une fiction, qui sera cependant refusée par la censure au titre de son « formalisme ». Il tire néanmoins de son séjour dans la région, l'année suivante, un documentaire remarqué, intitulé Le Sel de Svanétie,,.
Un an plus tard, son film Le Clou dans la botte est interdit. On lui reproche à nouveau son « formalisme », mais aussi de donner une vision trop sombre : le soldat soviétique échoue en effet à faire accomplir sa mission. Kalatozov est alors écarté des travaux de réalisation et est « mis au placard » dans des tâches administratives.
De 1941 à 1945, il est attaché culturel à Los Angeles et de 1946 à 1948, il est vice-ministre du cinéma de l'URSS. 
Le prix Staline de 2e classe lui est décerné en 1950, pour le film Le Complot des condamnés tiré de la pièce éponyme de Nikolaï Virta qui signe le scénario. Le film recevra également un prix spécial de la Paix au Festival international du film de Karlovy Vary la même année. Kalatozov remporte la Palme d'Or du Festival de Cannes en 1958, pour Quand passent les cigognes, œuvre qui révèle un opérateur virtuose en la personne de Sergueï Ouroussevski. Son film Soy Cuba (1964) traitant de la révolution cubaine est oublié puis redécouvert dans les années 1990. 
En 1967, il est réalisateur aux studios Mosfilm.
Il est le père de Gueorgui Kalatozichvili et le grand-père du réalisateur Mikhaïl Kalatozichvili.

## Filmographie partielle

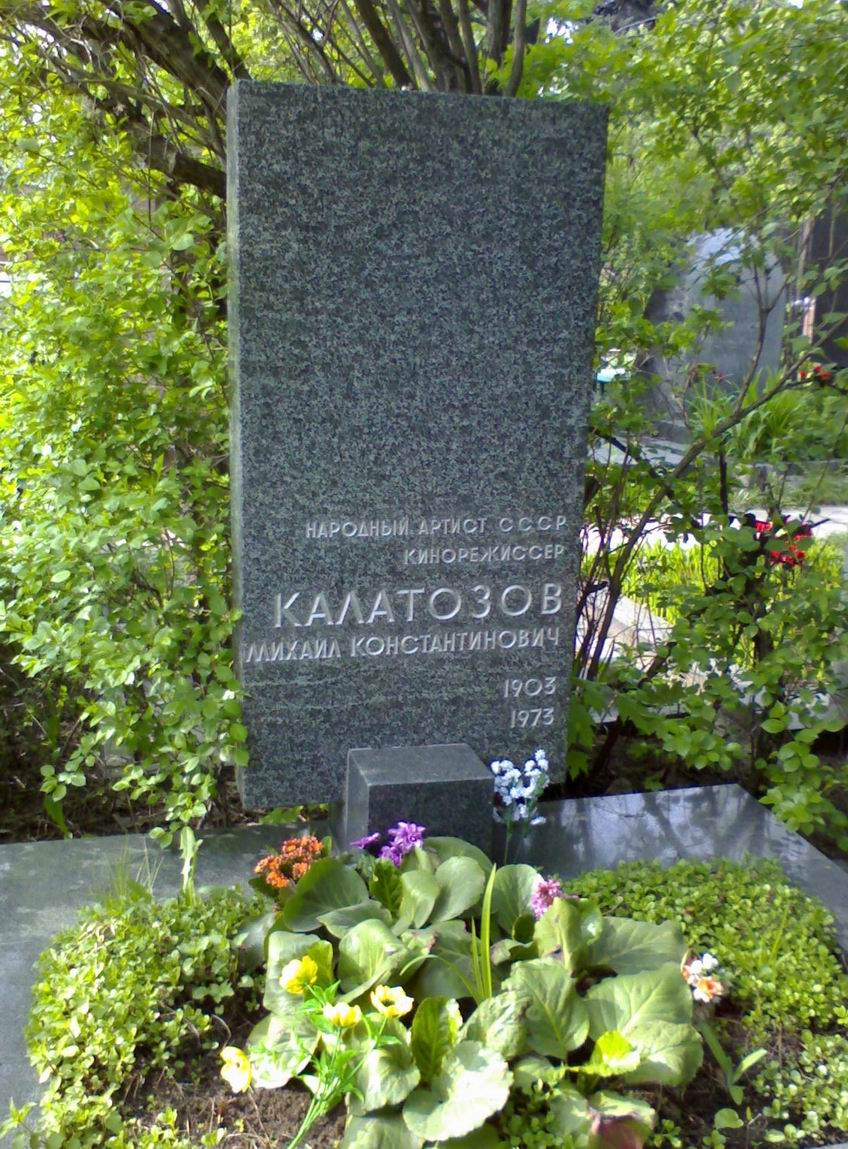
Tombe de Kalatozov au cimetière de Novodiévitchi

### Réalisateur
Fiction
- 1930 : Une aveugle (Слепая, Slepaya), film perdu
- 1932 : Le Clou dans la botte[5] (Гвоздь в сапоге, Gvozd v sapoge)
- 1939 : Le Courage (Мужество, Muzhestvo)
- 1941 : Valeri Tchkalov (Валерий Чкалов)
- 1943 : Les Invincibles (Непобедимые, Nepobediye)
- 1950 : Le Complot des condamnés (Заговор обречённых, Zagovor obretchionnykh)
- 1953 : Les Tourbillons hostiles (Вихри враждебные, Vikhri vrajdebnye)
- 1954 : Trois Hommes sur un radeau (Верные друзья, Vernye druzya)
- 1956 : Le Premier Convoi[6] (Первый эшелон, Pervy echelon)
- 1957 : Quand passent les cigognes (Летят журавли, Letyat jouravli)
- 1960 : La Lettre inachevée (Неотправленное письмо, Neotpravlennoe pismo)
- 1964 : Soy Cuba (Я — Куба, Ya Kouba)
- 1969 : La Tente rouge (Красная палатка, Krasnaya palatka)

Documentaire
- 1927 : Ouverture de la centrale électrique de Zahesis
- 1927 : Le Haras
- 1928 : Le Khan Agfan à Tbilissi
- 1928 : Leur royaume (Mati samepo), coréalisé avec Nutsa Gogoberidze
- 1929 : Ouvrez les yeux
- 1929 : Le Théâtre MXAT de Moscou à Tbilissi
- 1930 : Le Sel de Svanétie (Соль Сванетии, Djim Chvante)
- 1939 : Parade de jeunesse (Парад молодежи, Parad molodezhy)

### Scénariste
- 1925 : Affaire Tariel Mklavadze (Дело Тариэла Мклавадзе, Delo Tariela Mklavadze) d'Ivan Perestiani
- 1928 : Sang tsigane (Цыганская кровь, Tsyganskaya krov) de Lev Pouche
- 1977 : Café Isotope (Кафе «Изотоп») de Gueorgui Kalatozichvili

## Récompenses
- 1951 : prix Staline, pour Le Complot des condamnés (1950)
- 1958 : Palme d'or du Festival de Cannes pour Quand passent les cigognes
- 1958 : Prix Selznik du meilleur film étranger aux États-Unis pour Quand passent les cigognes
- 1958 : Prix spécial de l'Union Soviétique pour Quand passent les cigognes
- 1969 : Artiste du peuple de l'URSS